# Wilhelm-Ferdinand Galland
Wilhelm-Ferdinand "Wutz" Galland (23 de Outubro de 1914 - 17 de Agosto de 1943) foi um piloto alemão da Luftwaffe durante a Segunda Guerra Mundial. Voou em 186 missões de combate, nas quais abateu 55 aeronaves inimigas (incluindo 37 Supermarine Spitfires e 7 bombardeiros quadrimotores), o que fez dele um ás da aviação. Era o irmão do então general e também ás da aviação Adolf Galland.